# Рикардо (Техас)
Рикардо (англ. Ricardo) — переписна місцевість (CDP) в США, в окрузі Клеберг штату Техас. Населення — 1075 осіб (2020).

## Географія
Рикардо розташоване за координатами 27°25′7″ пн. ш. 97°50′52″ зх. д. / 27.41861° пн. ш. 97.84778° зх. д. (27.418555, -97.847648).  За даними Бюро перепису населення США в 2010 році переписна місцевість мала площу 11,56 км², уся площа — суходіл.

## Демографія
Згідно з переписом 2010 року, у переписній місцевості мешкало 1048 осіб у 339 домогосподарствах у складі 280 родин. Густота населення становила 91 особа/км².  Було 381 помешкання (33/км²).
Расовий склад населення:
| - 88,2 % — білих - 0,6 % — чорних або афроамериканців - 0,6 % — азіатів - 0,3 % — вихідців з тихоокеанських островів - 0,3 % — корінних американців - 9,2 % — осіб інших рас |

До двох чи більше рас належало 1,0 %. Частка іспаномовних становила 73,0 % від усіх жителів.
За віковим діапазоном населення розподілялося таким чином: 26,1 % — особи молодші 18 років, 63,4 % — особи у віці 18—64 років, 10,5 % — особи у віці 65 років та старші. Медіана віку мешканця становила 38,3 року. На 100 осіб жіночої статі у переписній місцевості припадало 97,7 чоловіків;  на 100 жінок у віці від 18 років та старших — 98,0 чоловіків також старших 18 років.
За межею бідності перебувало 33,8 % осіб, у тому числі 68,3 % дітей у віці до 18 років та 13,8 % осіб у віці 65 років та старших.
Цивільне працевлаштоване населення становило 345 осіб. Основні галузі зайнятості: публічна адміністрація — 16,2 %, мистецтво, розваги та відпочинок — 13,0 %, роздрібна торгівля — 11,3 %.